# Christopher Neil
Christopher Neil (ur. w 1948 w Dublinie) – irlandzki producent muzyczny, piosenkarz, autor piosenek i aktor.

## Kariera
Podczas swojej aktywności zawodowej wyprodukował liczne single i albumy takich artystów, jak między innymi Andy Bown, Bonnie Tyler, Céline Dion, Cher, David Essex, Duncan James, Geoffrey Williams, Gerard Kenny, Gerry Rafferty, Hank Marvin, Ian Thomas, Jennifer Rush, Johnny Logan, José Carreras, Julien Clerc, Kim Criswell, LeAnn Rimes, Leo Sayer, Mitch Malloy, Morten Harket, Paul Carrack, Paul Nicholas, Paul Young, Ray Vega, Rod Stewart, Shakin’ Stevens, Sheena Easton oraz Toyah, a także takich zespołów, jak a-ha, Amazulu, Cutting Crew, Dollar, Marillion, Marshall Hain, Mike and the Mechanics oraz The Moody Blues. Współpracując z Edytą Górniak, wyprodukował dla niej między innymi album Edyta Górniak oraz single „When You Come Back to Me”, „Anything” czy „One & One”.
Na początku lat 70. XX wieku Neil znalazł się w obsadzie musicali Jesus Christ Superstar oraz Leaping Ginger, gdzie występował jako aktor. W latach 1974–1975 zagrał w filmach The Sex Thief, Eskimo Nell oraz Three for All. W latach 1977–1978 wystąpił w erotycznych komediach kryminalnych Adventures of a Private Eye oraz Adventures of a Plumber’s Mate. Odegrał także epizodyczną rolę pana młodego w brytyjskim serialu telewizyjnym The Professionals.
Jako piosenkarz zadebiutował w 1970 singlem, na którym znalazły się utwory „Happy Head” oraz „Touch Your Toes”. W 1972 wydał swój album studyjny Where I Belong, który promowany był singlem „If I Was Close to You”. Tego roku wydał także niezależny od albumu singel „Here We Go”. 
W 1973 napisana i skomponowana przez niego piosenka „Help It Along” zajęła trzecie miejsce w konkursie BBC A Song for Europe, mającym na celu wybór najlepszej piosenki dla Cliffa Richarda na 18. Konkurs Piosenki Eurowizji. Utwór został jednak jednym z singli Richarda. 
W 1976 wydał singel „Bring Back the Love”, a trzy lata później ostatni w swojej karierze singel „Working Girl”. Był także gospodarzem dziecięcego programu You And Me telewizji BBC.

## Dyskografia
Opracowano na podstawie materiału źródłowego.
Albumy
- 1972: Where I Belong

Single
- 1970: „Happy Head”
- 1972: „If I Was Close to You”
- 1972: „Here We Go”
- 1976: „Bring Back the Love”
- 1979: „Working Girl”

## Filmografia
Opracowano na podstawie materiału źródłowego.
- 1973: The Sex Thief, jako Guy Hammond
- 1975: Eskimo Nell, jako Brendan
- 1975: Three for All, jako Ricky
- 1975: The Growing Pains of PC Penrose, jako złodziej
- 1976: Rock Follies, jako David
- 1977: Adventures of a Private Eye, jako Bob West
- 1978: The Professionals, jako pan młody
- 1978: Adventures of a Plumber’s Mate, jako Sid South